# خوان خوسيه كاناس غوتيريز
خوان خوسيه كاناس غوتيريز (بالإسبانية: Juanjo Cañas) هو لاعب كرة قدم إسباني، ولد في 17 أبريل 1972 في روتا في إسبانيا. لعب مع ريال بيتيس.

## وصلات خارجية
- خوان خوسيه كاناس غوتيريز على موقع قاعدة بيانات كرة القدم.إي يو (الإنجليزية)